# 581
Раннє Середньовіччя. Триває чума Юстиніана. У Східній Римській імперії продовжується правління Тиберія II. Візантійська імперія контролює значну частину володінь колишньої Римської імперії. Лангобарди частково окупували Італію і утворили в ній Лангобардське королівство. Франкське королівство розділене між синами Хлотара I. Іберію займає Вестготське королівство. В Англії розпочався період гептархії.
У Китаї період Північних та Південних династій. На півдні править династія Чень, на півночі відбулася зміна династій: Північна Чжоу поступилася династії Суй. Індія роздроблена. В Японії триває період Ямато. У Персії править династія Сассанідів. Степову зону Азії та Східної Європи контролює Тюркський каганат.
На території лісостепової України в VI столітті виділяють пеньківську й празьку археологічні культури. VI століття стало початком швидкого розселення слов'ян. У Північному Причорномор'ї співіснують різні кочові племена, зокрема гуни, сармати, булгари, алани, авари.

## Події
- Візантійське військо під командування Маврикія взяло в облогу, але не змогло захопити перську столицю Ктесифон.
- В Австразії відбувся палацовий переворот. Знать розірвала договір із королем Гунтрамном і проголосила 11-річного Хілдеберта II спадкоємцем Хільперіка.
- Тюрки взяли в облогу Херсонес.
- Полководець Ян Цзянь стратив 8-річного імператора з династії Північна Чжоу та його родичів і започаткував династію Суй.
- У Тюркському каганаті каганом став обраний курултаєм Ішбара.
- Маврикій, можливо, написав Стратегікон.